# Nekonečno (filozofie)
Nekonečno je podle Ottova naučného slovníku charakterizováno jako výraz toho, co jest, ale jeho omezení si nelze myslit. Má se tím na mysli nekonečný čas, prostor, svět, mnohost bytí, působení (nekonečně intensivní) apod. Je to zkrátka popření či neuznávání konce, ukončení, hranice, ale též odstranění všech mezí.

## Filosofická tradice pojmu nekonečno/nekonečné
Řecká filosofie viděla dokonalost v tom, co je zformované a tím tedy ohraničené. Pojem nekonečno (apeiron) se tak jeví jako výraz nehotového, neurčeného, a proto i nedokonalého. Pralátka (materia prima) byla pro Aristotela a scholastiky nekonečná v případě, že nebyla určená žádnou formou, nebo jen (následně) libovolně mnoha formami. Vůči materiální nekonečnosti stojí nekonečnost formy v ohledu na jednotlivé nositele, z nichž žádný nemůže formu vyčerpat. Na středověkých univerzitách dále došlo k rozlišení mezi potenciálně nekonečným (neomezeným) a aktuálně nekonečným (vlastním nekonečným). První je sice v sobě konečné, avšak jeho možnosti jsou nekonečné (může být neomezeně zvětšováno či zmenšováno) – nekonečná dělitelnost nebo multiplikace čísla. Druhý v zásadě eliminuje každou mez, za kterou by v daném ohledu již nic nemohlo být. Podle tomistického učení má tuto nekonečnost čistá forma a čistý akt.

## Bůh a nekonečnost
Slovním spojením nekonečnost Boha se míní neomezená plnost Božího bytí, tedy nekonečno vůbec, tj. nejvyšší, do žádné konečné kategorie nenáležející dokonalost Boží. Zahrnuje v sobě nejvyšší jednoduchost. Není však totalitou bytí, jak se domnívá panteismus, ani v sobě neobsahuje individuální bytí stvořeného jako takové, nýbrž má jejich bytné dokonalosti ve vyšším způsobu (asi jako učený matematik vědění svého žáka).